# Tgk Dibanda Tek-Tek
Tgk Dibanda Tek-Tek is een bestuurslaag in het regentschap Aceh Utara van de provincie Atjeh, Indonesië. Tgk Dibanda Tek-Tek telt 378 inwoners (volkstelling 2010).